# اسکادران عقاب (فیلم)
اسکادران عقاب (انگلیسی: Eagle Squadron) یک فیلم جنگی به کارگردانی آرتور لوبین محصول سال ۱۹۴۲ کشور ایالات متحده آمریکا است.

## بازیگران
- رابرت استاک در نقش Chuck S. Brewer
- دایانا بریمور در نقش Anne Partridge
- جان لودر در نقش Paddy Carson
- نایجل بروس در نقش McKinnon
- جان هال در نقش Hank Starr
- ادی آلبرت در نقش Leckie
- ایولین انکرز در نقش Nancy Mitchell
- لیف اریکسون در نقش Johnny M. Coe
- ادگار باریر در نقش Wadislaw Borowsky
- ایزابل السوم در نقش Dame Elizabeth Whitby
- الن هیل جونیور در نقش Olsen
- دان پورتر در نقش Ramsey
- فردریک ورلاک در نقش Grenfall
- استنلی ریجز در نقش Air Minister
- جین رینولدز در نقش The kid
- رابرت وارویک در نقش Bullock
- Clarence Straight در نقش Chandler
- Edmund Glover در نقش Meeker
- گلادیس کوپر در نقش Aunt Emmeline
- ریس ویلیامز در نقش Sgt. Johns
- پل کوانا در نقش Sir James Patridge
- گوین مویر در نقش Major Severn
- ریچارد فریزر در نقش Lt. Jefferys
- Richard Crane در نقش Griffith
- Howard Banks در نقش Barker
- Harold Landon در نقش Welch
- Todd Karns در نقش Meyers
- Charles King Jr. در نقش Cadet Chubby
- جیل ازموند در نقش Phyllis
- ایان ولف در نقش Sir Charles Porter
- آلن نیپی‌یر در نقش Black Watch officer
- Harold De Becker در نقش Pvt. Owen
- Donald Stuart در نقش Hoskins
- Carl Harbord در نقش Lubbock
- Charles Irwin در نقش Sir Benjamin Trask
- فلورنس گیل در نقش Cockney
- Olaf Hytten در نقش Day Controller